# Wyspa Szwedzka
Wyspa Szwedzka (norw. Svenskøya) – niezamieszkana wyspa wchodząca w skład norweskiego archipelagu Svalbard, oraz tworząca wraz z wyspą: Królewską (Kongsøya) i Abeløya grupę nazywaną: Ziemią Króla Karola. Powierzchnia wyspy wynosi około 137 km².